# یوزفا یوتیکو
یوزفا یوتیکو (انگلیسی: Józefa Joteyko; ۲۹ ژانویهٔ ۱۸۶۶ – ۲۴ آوریل ۱۹۲۸) فیزیولوژیست، روان‌شناس، مربی و پژوهشگر لهستانی بود. پس از تکمیل تحصیلات کارشناسی در دانشگاه ژنو، وارد دانشکده پزشکی دانشگاه آزاد بروکسل (۱۸۳۴–۱۹۶۹) شد و در سال ۱۸۹۶ دکترای پزشکی خود را از دانشگاه پاریس دریافت کرد. او یک مطب پزشکی در فرانسه افتتاح کرد اما دو سال بعد تصمیم گرفت که پژوهش را ترجیح می‌دهد و به بروکسل بازگشت. او به‌عنوان دستیار در مؤسسه فیزیولوژی سلووی فعالیت کرد و به تدریس و پژوهش دربارهٔ عضلات و سیستم عصبی پرداخت.
یوتیکو که معتقد بود علم می‌تواند چالش‌های اجتماعی را حل کند، دامنه تحقیقات خود را گسترش داد تا مطالعه کند که چگونه علم می‌تواند زندگی کارگران را بهبود بخشد و در عین حال باعث افزایش بهره‌وری صنعتی شود. این امر او را به تحقیق دربارهٔ کودکان سوق داد و بررسی کرد که چگونه امکانات آموزشی می‌توانند از روش‌های علمی برای بهینه‌سازی توانایی‌های دانش‌آموزان استفاده کنند. او از سال ۱۹۰۴ ریاست انجمن عصب‌شناسی بلژیک را بر عهده داشت و جوایز متعددی برای تحقیقات خود دریافت کرد، از جمله جایزه دسماث از آکادمی سلطنتی و امپراتوری بروکسل و جایزه دیودونه از آکادمی سلطنتی پزشکی بلژیک. علاوه بر این، او به‌طور مکرر توسط فرهنگستان علوم فرانسه مورد تقدیر قرار گرفت. در سال ۱۹۱۶، یوتیکو به‌عنوان استاد مدعو در کالج فرانسه منصوب شد و اولین زنی شد که در این مؤسسه تدریس کرد.
پس از تأسیس جمهوری دوم لهستان در سال ۱۹۱۹، یوتیکو به لهستان بازگشت اما در یافتن شغل تمام‌وقت با مشکل مواجه شد. او در مؤسسه ملی تربیت معلم و مؤسسه ملی ناشنوایان ورشو تدریس کرد و بعداً تا زمان انحلال آن در سال ۱۹۲۶، مدیر مؤسسه تربیت معلم شد. او به کار خود ادامه داد و در مؤسسه دولتی آموزش ویژه و دانشگاه آزاد لهستان تدریس کرد و همچنین به‌عنوان مشاور در کمیته‌های مختلف وزارت‌ها در زمینه اشتغال و آموزش خدمت کرد. در سال ۱۹۲۶، او درجه پسادکتری خود را از دانشکده پزشکی دانشگاه ورشو دریافت کرد، اما بیماری مانع از ادامه تحقیقاتش شد. او به‌عنوان یکی از بنیان‌گذاران سیستم آموزشی مدرن در لهستان شناخته می‌شود.

## اوایل زندگی
یوزفا فرانچیشکا یوتیکوونا در ۲۹ ژانویه ۱۸۶۶ در پوچویکی، ناحیه ولوسک اسکویرا آویزد در استان کیف امپراتوری روسیه (امروزه در شهرستان پوپیلنیا، استان ژیتومیر) به دنیا آمد. والدین او کارولینا (با نام خانوادگی ادرووانژ-کورژانسکا) و لوچیان یوتیکو بودند. خانواده‌اش که شامل یک خواهر به نام زوفیا و دو برادر به نام‌های میچیسواف و Tadeusz بود، از اشراف زمین‌دار نجیب‌زادگان لیتوانیایی و اعضای اینتلیجنتسیا لهستانی بودند. او و خواهر و برادرانش در یک املاک بزرگ خانوادگی رشد کردند، اما برای بهبود فرصت‌های آموزشی، خانواده در سال ۱۸۷۳ به ورشو نقل مکان کرد و ملک خود را در پوچویکی اجاره داد.
یوتیکو تحصیلات خود را نزد مادرش و مادام پروزت، یک معلم خصوصی فرانسوی، آغاز کرد. در سال ۱۸۷۶، خانواده به خیابان اسمولنا، نزدیک مدرسه شبانه‌روزی سیرکوفسکا نقل مکان کرد. یوتیکو در این مدرسه ثبت‌نام کرد، اما تنها چند ماه در آنجا تحصیل کرد زیرا مادرش معتقد بود که آموزش علوم در این مدرسه کافی نیست. از آنجایی که تنها گزینه دیگر تحصیلی، ثبت‌نام در یک مدرسه دولتی بود که روسی‌سازی را الزامی می‌کرد، مادرش تدریس خصوصی او را با استادان لهستانی در خانه ترتیب داد. پس از هفت سال مطالعه، یوتیکو برای آزمون معلم خصوصی آماده شد. با اینکه او به چهار زبان مسلط بود و سایر امتحانات خود را با موفقیت گذراند، در آزمون زبان روسی رد شد. به‌جای تکرار آزمون، تصمیم گرفت تحصیلات خود را در خارج از کشور ادامه دهد، زیرا زنان از تحصیل در دانشگاه ورشو منع شده بودند.

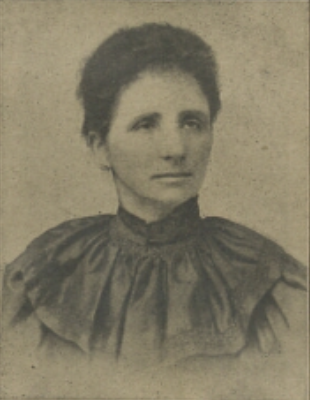
میشالینا استفانوفسکا، ۱۹۰۹

او ژنو را برای ادامه تحصیل انتخاب کرد، جایی که دایی مادری‌اش زیگمونت میلکوفسکی زندگی می‌کرد. یوتیکو در سال ۱۸۸۶ در دانشگاه ژنو در رشته علوم فیزیکی و زیستی ثبت‌نام کرد. زمانی که به سوئیس رسید، موهای خود را کوتاه کرد، لباس‌هایی با سبک مردانه‌تر پوشید و گفته می‌شد که سیگار می‌کشد. او با میشالینا استفانوفسکا، که معلم دبیرستان سابق بود، آشنا شد و با او هم رابطه‌ای شخصی و هم همکاری علمی برقرار کرد. پس از دو سال تحصیل، یوتیکو با مدرک کارشناسی علوم فارغ‌التحصیل شد و برای مدت کوتاهی به ورشو بازگشت. در سال ۱۸۸۹، او و خانواده‌اش به بروکسل نقل مکان کردند و یوتیکو در دانشکده پزشکی دانشگاه آزاد بروکسل (۱۸۳۴–۱۹۶۹) ثبت‌نام کرد.
بیماری پدرش باعث شد که خانواده در سال ۱۸۹۰ به ورشو بازگردد. اما یوتیکو با آن‌ها بازنگشت و در عوض به پاریس رفت، جایی که استفانوفسکا در حال تحصیل در رشته فیزیولوژی بود. چند ماه بعد، پدرش درگذشت و خانواده با خطر ورشکستگی مواجه شد. یوتیکو به‌طور موقت فرانسه را ترک کرد و به سن پترزبورگ رفت تا امور مالی خانواده را سر و سامان دهد. او توانست بخشی از سرمایه خانوادگی را نجات دهد و با سهم خود به پاریس بازگشت، جایی که با استفانوفسکا آپارتمانی اجاره کرد. او در رشته پزشکی زیر نظر شارل ریشه در دانشگاه پاریس ثبت‌نام کرد و در سال ۱۸۹۶ دکترای پزشکی خود را دریافت کرد.```

## حرفه

### فرانسه و بلژیک
برای دو سال بعد، یوتیکو در پاریس به طبابت پرداخت، اما دریافت که از روال معمول پزشکی لذت نمی‌برد. در سال ۱۸۹۸، او پیشنهاد انتقال به بلژیک را پذیرفت و به عنوان دستیار در مؤسسه فیزیولوژی سولوی مشغول به کار شد. او همچنین در آزمایشگاه کازیمیر در دانشگاه جدید بروکسل به تدریس روان‌شناسی تجربی پرداخت. در سال ۱۹۰۳، او مدیر آزمایشگاه کازیمیر شد و به هدایتگری Hector Denis درآمد.
او مقالاتی در زمینه فیزیولوژی منتشر کرد و تحقیقات خود را دربارهٔ تأثیرات بی‌حسی از طریق اِتِر یا کلروفرم بر ماهیچه‌ها، اعصاب و دستگاه عصبی گسترش داد. یوتیکو علاقه ویژه‌ای به خستگی عضلانی و خستگی سیستم عصبی مرکزی داشت و به‌طور فزاینده‌ای روی روش‌های سنجش کمّی خستگی کار کرد.
آثار علمی او با افتخارات بسیاری شناخته شد، از جمله دریافت مشترک جایزه «دسماث» آکادمی سلطنتی و امپراتوری بروکسل در سال ۱۹۰۰ با کازیمیر رادزیکوفسکی؛ جایزه «دیودونه» آکادمی سلطنتی پزشکی بلژیک در سال ۱۹۰۱ با اشتفانوفسکا و جایزه جایزه مونتیون از فرهنگستان علوم فرانسه با ویکتور پاچون؛ و در سال ۱۹۰۳، دریافت جایزه «لالماند» از فرهنگستان علوم فرانسه و جایزه «مونیتون» با اشتفانوفسکا و رادزیکوفسکی.

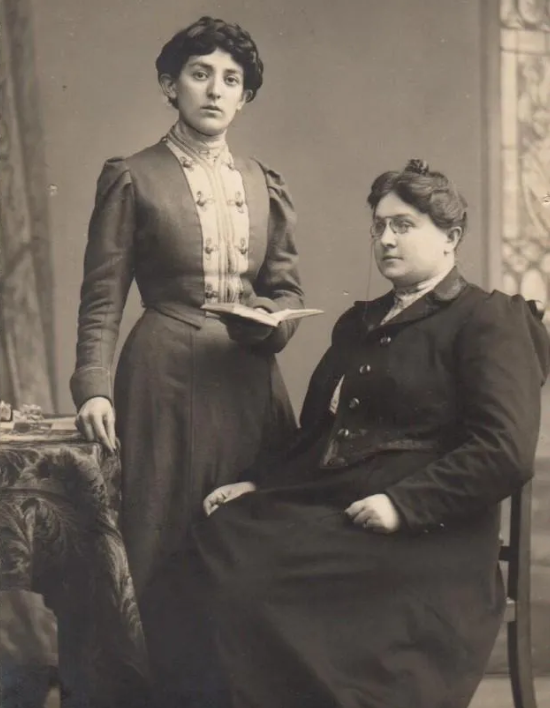
یوزفا یوتیکو (نشسته) و واریا کیپیانی، ۱۹۱۰

در سال ۱۹۰۴، یوتیکو رئیس انجمن عصب‌شناسی بلژیک شد و در سال بعد، ریاست کنگره این سازمان را در لیژ بر عهده گرفت. در سال ۱۹۰۶، اشتفانوفسکا پاریس را ترک کرد و به لهستان بازگشت تا مدیر یک دبیرستان دخترانه شود. یوتیکو به شدت با تصمیم او مخالفت کرد، اما اشتفانوفسکا از پژوهش خسته شده و به تدریس بازگشته بود. او یوتیکو را که از او به عنوان towarzyszka życia (همراه زندگی) یاد می‌کرد، متقاعد کرد که از طریق نامه‌نگاری و ملاقات‌های دوره‌ای در ارتباط بمانند.
یوتیکو، در حالی که همچنان به پژوهش‌های فیزیولوژیکی ادامه می‌داد، به تدریس روان‌شناسی تربیتی در سمینارهای آموزشی شارلروآ و مون (بلژیک) پرداخت. در سال ۱۹۰۸، او نشریه Revue Psychologique را تأسیس کرد و سردبیر آن شد، مجله‌ای که به بررسی پیشرفت‌های علمی در زمینه روان‌شناسی و آموزش می‌پرداخت. از طریق این فعالیت‌ها، او با دانشمند جوان گرجی، واریا کیپیانی، که به عنوان دبیر مجله فعالیت می‌کرد، آشنا شد و همکاری خود را با او آغاز کرد. این دو زن پژوهش‌های مشترکی دربارهٔ گیاه‌خواری (انسان) انجام دادند، که هر دو به آن پایبند بودند، و در سال ۱۹۰۸ جایزه «ورنوآ» فرهنگستان ملی پزشکی را دریافت کردند.
در سال ۱۹۱۱، یوتیکو کنگره بین‌المللی پدولوژی را در بروکسل سازماندهی و ریاست کرد. سال بعد، او دانشکده بین‌المللی پدولوژی بروکسل را تأسیس کرد و برنامه درسی آن را توسعه داد. کیپیانی به عنوان دستیار آزمایشگاه در این دانشکده مشغول به کار شد. با آگاهی از کارهای یوتیکو، ماریا ژگژفسکا در سال ۱۹۱۳ برای تحصیل به بروکسل آمد. یوتیکو، که تا جنگ جهانی اول رهبری دانشکده را بر عهده داشت، مربی ژگژفسکا شد و تأثیر مهمی بر توسعه علمی او گذاشت.
در سال ۱۹۱۶، یوتیکو به عنوان استاد مدعو در کالج دو فرانس منصوب شد. این انتصاب اولین باری بود که زنی اجازه تدریس در این مؤسسه ۳۸۶ ساله را پیدا می‌کرد. نخستین سخنرانی او در ۲۴ ژانویه ۱۹۱۶ ارائه شد. او همچنین در دانشگاه پاریس و در سال ۱۹۱۸ در دانشگاه لیون تدریس کرد. او در سال ۱۹۱۶ جایزه «گانیه» و در ۱۹۱۸ جایزه «بلیون» را از فرهنگستان علوم فرانسه دریافت کرد.

## یادداشت
1. ↑  پژوهشگران تاریخ زنان و جامعه ال‌جی‌بی‌تی در لهستان توافق دارند که تحقیقات کافی در مورد روابط زنان در اواخر قرن نوزدهم انجام نشده است. اطلاعات بسیار کمی دربارهٔ روابط همجنس‌گرایانه زنان در دسترس است. ایوانا دادی اشاره کرده است که این موضوع به ندرت در لهستان بررسی شده و محققان اغلب از آن اجتناب می‌کنند. روابطی که امروزه به عنوان "همجنس‌گرایی زنانه" شناخته می‌شوند، در گذشته اغلب به عنوان دوستی‌های عمیق توصیف شده‌اند که تشخیص ماهیت عاشقانه یا اقتصادی آن‌ها را دشوار می‌کند. دادی زنان در چنین روابطی را به عنوان همراهان زندگی معرفی می‌کند که هم تجارب حرفه‌ای و هم شخصی را به اشتراک می‌گذارند.}